# Helvidije
Helvidije (Helvidius; Helvetije) bio je autor djela napisanog prije 383., u kojem je iznio mišljenje da Marija, majka Isusova, nije ostala djevica doživotno. Prema Helvidiju, biblijsko spominjanje „sestara” i „braće” Isusa Krista znači da je Marija imala spolne odnose s Josipom te još djece nakon čudesnog začeća i rođenja Isusovog. Svoje je mišljenje podupro spisima Tertulijana i Viktorina.
Jeronim je na to odgovorio djelom Vječno djevičanstvo blažene Marije, u kojem je napisao da su spomenute sestre i braća djeca Josipa i njegove prve supruge ili Isusovi sestrične i bratići u prvom koljenu – djeca Marijine rođakinje Elizabete te sestre i braća Ivana Krstitelja. Dok je Jeronim pisao ovo djelo, i on i Helvidije bili su u Rimu, a Damaz I. je bio biskup Rima.

## Poveznice
- Isusova braća
- Antidikomarijaniti